# 曾国葆
曾国葆（1829年—1862年），字季洪、又字事恒，谱名傳履，宗圣曾子七十世孙，湖南湘乡人。祖父曾玉屏，父親曾麟書，母親江氏。為曾家五兄弟（曾國藩、曾國潢、曾國華、曾國荃、曾国葆）年最幼者。
1859年因悲憤兄國華戰歿於三河鎮，加入湘軍作戰且改名為曾貞幹，於討勦太平天國「包圍南京」之前哨戰以寡擊眾，大破各路來援李秀成太平軍十萬（見雨花臺攻防戰），建功甚偉；但南京久攻不下，湘軍人困馬乏、糧食短缺，以至於士兵只能喝粥度日、營養不良，並因此爆發瘟疫，曾貞幹也死於這場瘟疫。曾貞幹病逝於南京雨花台湘軍大營後，「包圍天京」戰略遂改由兄長曾國荃接手，方於1864年克竟全功。
曾国葆死后，清穆宗追赠其为内阁学士，谥号靖毅。

## 體弱
- 曾國藩曾經寫信給家鄉曾国葆妻，叮嚀弟媳需好好照顧曾国葆，因為「弟體弱」，足見兄弟手足情義。